# Un sacré détective
Don Matteo, un sacré détective (Don Matteo) est une série télévisée italienne, créée par Enrico Oldoini et diffusée depuis le 7 janvier 2000 sur la RAI.
En France, la saison 1 a été diffusée du 5 au 29 juin 2001 sur TF1, le reste de la série a été diffusée à partir de 2009 sur NRJ 12 et sur France 3 Corse depuis 2017. Elle reste inédite dans les autres pays francophones.

## Synopsis
C’est à Gubbio, ville où il est né, que Don Matteo Boldini prend en charge l'église San Giovanni Battista, afin d'y remplacer le Père Luigi récemment décédé. Don Matteo a tenu à prendre le relais car Don Luigi l'avait baptisé et ordonné prêtre. Ce dernier lui reconnaissait un sens inné de l'observation qui, allié à une formidable intuition, procurait à Don Matteo les qualités d'un excellent détective. C’est un prêtre apprécié car il est généreux, plein d'amour et de compassion.
Il mène des enquêtes parallèles aux carabiniers locaux, au grand dam de ceux-ci car il découvre toujours le coupable en premier. Et ce, pour le bien de ses paroissiens.
Grâce à son amitié et à sa collaboration avec le maréchal des carabiniers Nino Cecchini (joué par Nino Frassica), il parvient à se faufiler dans des affaires judiciaires et pénales et à les résoudre en découvrant un indice décisif.
Ses intrusions régulières ne sont cependant pas appréciées, tant par ses supérieurs ecclésiastiques que par les capitaines qui se succèdent dans la caserne locale : Flavio Anceschi (joué par Flavio Insinna), Giulio Tommasi (joué par Simone Montedoro) et Anna Olivieri (jouée par de Maria Chiara Giannetta), qui tentent de le tenir à l'écart des enquêtes mais finissent toujours par reconnaître son habileté.

## Production
À la saison 9, Don Matteo est transféré dans la paroisse de Sant'Eufemia (it) à Spolète.
À partir de la saison 13 (épisode 5), Terence Hill, qui a décidé de quitter la série, est remplacé par Raoul Bova. Ce dernier incarnera Don Massimo, le nouveau curé de Spolète. La production et les acteurs ont rapidement précisé que le but n’est pas de simplement remplacer Terence Hill, mais plutôt permettre à Raoul Bova d’enrichir la série par l’apport d’un nouveau personnage à part entière.
La série est officiellement confirmée pour la quatorzième saison. Elle sera composée de dix épisodes de 100 minutes qui seront diffusés en 2024.
Dès la fin de la saison 14, la production de la quinzième saison est confirmée. La diffusion est prévue au printemps 2026.

## Fiche technique
- Titre original : Don Matteo
- Titre français : Un sacré détective
- Société de production : Lux Vide S.p.A (Luca Manzi) en collaboration avec Rai Fiction Luca Bernabei (& Matilde Bernabei à la saison 4)
- Durée : 55 minutes (100 minutes à partir de la saison 12)
- Producteur RAI: Lorenzo Bizzarri
- Productrice RAI: Lorenza Bizzari (Saison 4)
- Directeur photo : Fabrizio Lucci (& Massimo Lupi:Saison 4)
- Création musicale : Pino Donaggio
- Sous la direction musicale de Natale Massara (éditions musicales Emergency Music Italy-Star 4 Music)
- Adaptation française: Nathalie Castellani, Frédéric Espin -
- Créateurs du Sujet de l'histoire: Alessandro Bencivenni, Enrico Oldoini, Domenico Saverni (collaborateurs : Alessandro Jacchia et Alessandra Caneva)
- Décors : Giovanni Natalucci, Simona Garotta, Lorenzo D'Ambrosio; (Saison 4=Alessandra Martelli, Valentino Salvati-Gualtiero Caprara)
- Directeur de production (Saison 4): Fabio Laureti
- Tournage : Studios Cinecitta (réalisation et doublage), Spoleto et Gubbio.

## Distribution

### Acteurs principaux
- Terence Hill (VF : Dominique Paturel) : Don Matteo Bondini (Saisons 1 à 13)
- Raoul Bova : Don Massimo (à partir de la saison 13)
- Nino Frassica : Maréchal Antonio « Nino » Cecchini
- Nathalie Guetta (VF : elle-même) : Natalina Diotallevi
- Francesco Scali (it) : Giuseppe « Pippo » Gimignani-Zerfati (le sacristain)
- Flavio Insinna : Capitaine Flavio Anceschi (saisons 1 à 5)
- Pietro Pulcini (it) : Brigadier Ghisoni
- Simone Montedoro (it) : Capitaine Giulio Tommasi (Saisons 6 à 10)
- Maria Chiara Giannetta : Capitaine Anna Oliveri (saisons 11 à 13), successeur du Capitaine Giulio Tommasi
- Eugenio Mastrandrea : Capitaine Diego Martini (saisons 14 - en cours).

### Acteurs récurrents
- Claudio Ricci : Le petit Nerino Bertolacci
- Evelina Gori (it) : Ilia, la grand-mère de Nerino
- Gastone Moschin : l'Évêque Guido (saisons 1 et 2) et ami de Don Matteo
- Renato Carpentieri : l'Évêque (saison 3)
- Milena Miconi : Laura Respighi (saisons 4 et 5)
- Sara Santostasi (it) : Camilla (saison 4)
- Caterina Sylos Labini : Caterina Cecchini
- Pamela Saino (it) : Patrizia Cecchini
- Giada Arena (it) : Assuntina Cecchini
- Andrea Cereatti: Carabinier Linetti (Saison 4)
- Philippe Leroy (alias Leroy-Beaulieu) : l'Évêque (dès la sixième saison)
- Simona Caparrini : Clelia Bassi (saisons 5 et 6)
- Astra Lanz : sœur Maria (saisons 6 à 12)
- Alice Bellagamba : Alma (saison 9)

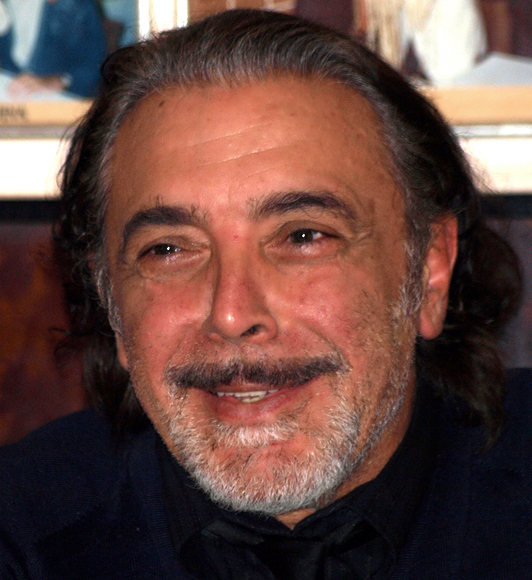
Nino Frassica est le Maréchal Antonio Cecchini
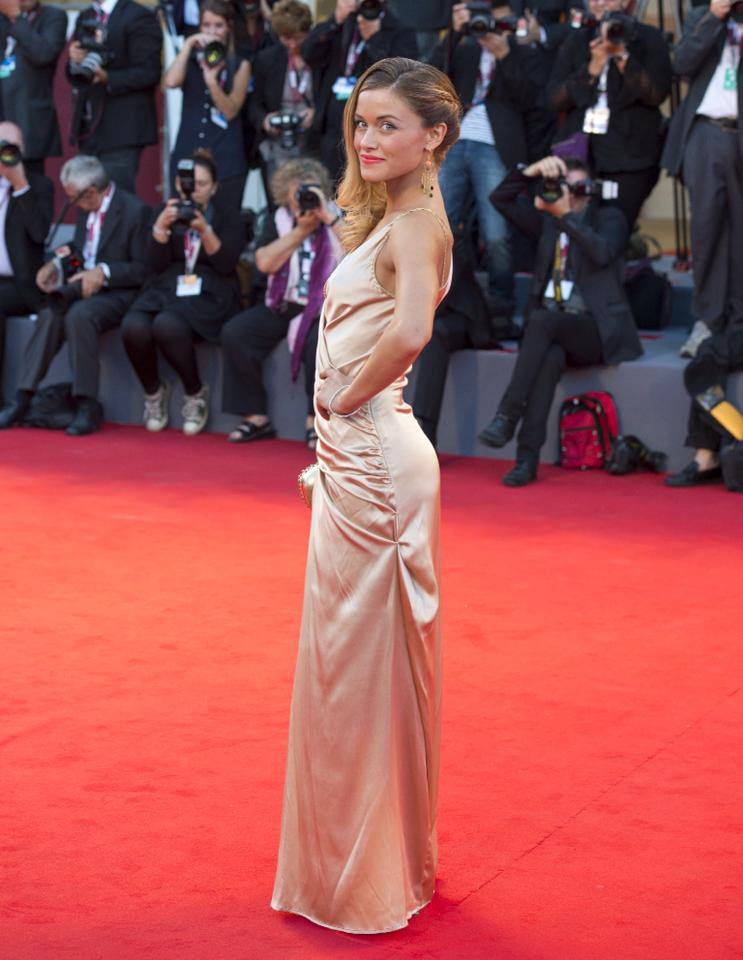
Alice Bellagamba est Alma

 Source et légende : version française (VF) sur RS Doublage

## Succès de la série
En Italie, la série continue à obtenir d'excellents résultats d'écoute.
Grâce aussi à ce succès, la série polonaise Ojciec Mateusz diffusée sur TVP 1 depuis 2008 est issue du format Don Matteo. L'action se déroule dans la ville de Sandomierz, qui selon les auteurs polonais ressemble beaucoup à la ville de Gubbio.
Depuis 2020, avec la diffusion de la douzième saison, Don Matteo est devenu la série télévisée la plus ancienne de la télévision italienne après le Commissaire Montalbano.

## Épisodes
| Saison | Saison | Épisodes | Date de 1re diffusion | Fin de 1re diffusion |
| ------ | ------ | -------- | --------------------- | -------------------- |
|        | 1      | 16       | 7 janvier 2000        | 20 février 2000      |
|        | 2      | 16       | 21 octobre 2001       | 9 décembre 2001      |
|        | 3      | 16       | 27 septembre 2002     | 15 novembre 2002     |
|        | 4      | 24       | 19 février 2004       | 6 mai 2004           |
|        | 5      | 24       | 1er février 2006      | 27 avril 2006        |
|        | 6      | 24       | 17 janvier 2008       | 10 avril 2008        |
|        | 7      | 24       | 10 septembre 2009     | 26 novembre 2009     |
|        | 8      | 24       | 15 septembre 2011     | 8 décembre 2011      |
|        | 9      | 26       | 9 janvier 2014        | 10 avril 2014        |
|        | 10     | 26       | 7 janvier 2016        | 14 avril 2016        |
|        | 11     | 25       | 11 janvier 2018       | 19 avril 2018        |
|        | 12     | 10       | 9 janvier 2020        | 19 mars 2020         |
|        | 13     | 10       | 31 mars 2022          | 26 mai 2022          |
|        | 14     | 10       | 17 octobre 2024       | 19 décembre 2024     |

### Première saison (2000)
| n° | Titre original               | Titre français                                                                              |
| -- | ---------------------------- | ------------------------------------------------------------------------------------------- |
| 1  | Lo straniero                 | Retour au pays                                                                              |
| 2  | Una banale operazione        | Une intervention de routine                                                                 |
| 3  | Il coraggio di parlare       | La Loi du silence                                                                           |
| 4  | Anna                         | Anna                                                                                        |
| 5  | La strategia dello scorpione | La Stratégie du scorpion                                                                    |
| 6  | Questione di fiuto           | Question de flair                                                                           |
| 7  | La rosa antica               | La Rose antique                                                                             |
| 8  | Il piccolo angelo            | Le Petit Ange                                                                               |
| 9  | In attesa di giudizio        | L'Étau de la justice (Don Matteo y est accusé de meurtre)                                   |
| 10 | Il ricatto                   | Le Chantage                                                                                 |
| 11 | L'attore                     | Mort d’un acteur                                                                            |
| 12 | Stato di ebbrezza            | Qui a bu boira                                                                              |
| 13 | Delitto accademico           | Turpitudes universitaires                                                                   |
| 14 | Amore senza età              | L’amour n’a pas d’âge                                                                       |
| 15 | Il fuoco della passione      | Laisse les gondoles à Venise (À la recherche du "Feu de la passion", diamant de 40 carats). |
| 16 | La mela marcia               | La Taupe                                                                                    |

### Deuxième saison (2001)
| n° | Titre original               | Titre français |
| -- | ---------------------------- | --- |
| 1  | La mela avvelenata           | Les Pommes empoisonnées |
| 2  | Il marchio sulla pelle       | Marquée à vie (Drogue, Amour et Jalousie) |
| 3  | Cuore di ghiaccio            | Un cœur de glace |
| 4  | Il mago                      | Le Médium - Résumé: Après le suicide d'une femme esseulée, Don Matteo confond un soi-disant médium, malhonnête. - Avec : Antonella Fassari, M. Ungaro, Petrillo - Réalisation : Samueli |
| 5  | Cinque astici                | La Mort d'un gastronome |
| 6  | Un uomo onesto               | La Vengeance |
| 7  | Il torpedone                 | L'Excursion |
| 8  | Peso massimo                 | Poids lourd - Don Matteo, entraîneur de boxe - Réalisation : Mauro Marsili et Isabella Franconetti. |
| 9  | Mossa d'azzardo              | Un pari risqué |
| 10 | Moglie e buoi dei paesi tuoi | La Maîtresse et le Berbère - Résumé: La journée débute avec un beignet du Ramadan pour le maréchal Cecchini. Puis une agression raciste s'effectue envers Abdul, le fils de Tarek Achir. Le Ramadan terminé, Mohamed, le fils aîné de Tarik doit se préparer au mariage imposé par son père à Amina, une autre femme que sa bien-aimée Laura. Finalement, ce sera, (devinez quoi!) le jeune frère qui sera séduit par Amina, avec l'accord respectif de leurs pères. D'aucuns diraient : Tout est bien qui finit bien et le Capitaine Anceschi, lui-même, propose pour sa part qu'il s'agit bien là d'« un classique vaudeville familial (sic) ». - Avec : Kaddour Naimi-(Tarek) - Réalisation : Mauro Marsili et Isabella Franconetti |
| 11 | La banda                     | L'Orchestre |
| 12 | Il morso del serpente        | La Morsure du serpent |
| 13 | Questione di fegato          | La Tombe étrusque |
| 14 | Scherzare col fuoco          | On ne joue pas avec le feu |
| 15 | Fuori gioco                  | Hors-jeu - Réalisation : Carlo Mazzotta - Acteurs : Micaela Ramazotti - Franco Trevisi - Antonio Petrocelli -Georgia Luzi - |
| 16 | La confessione               | La Confession - Scénario : Massimo Torre - Avec : Cosimo Fusco-Maria Cristina Blu - Elisabetta Piccolomini - Blas Roca Rey - Cristina Giani - - Résumé : Après la confession d'une dame, Don Matteo accourt à l'aide de Natalina qui vient de découvrir cette même femme, assassinée. L'enquête démarre. |

### Troisième saison (2002)
| n° | Titre original                                                        | Titre français |
| -- | --------------------------------------------------------------------- | --- |
| 1  | I segreti del cuore                                                   | Le diable au corps - Réalisation : Francesca Melandri - Avec aussi : Helene Nardini -Pierluigi Misasi -Daniele Petruccioli -Pamela Saino - - Avec aussi : G.Arena- N.Bastianelli-L.Colussi- S.Corigliano- N.Di Somma- N.Natali- F.Quaglieri-E.Falgheri - Résumé : Le décès de l'ouvrier Lucas Massini amène à soupçonner d'homicide le directeur de l'usine où il travaillait. Nos héros n'ont de cesse de chercher le mobile du meurtre. - Réalisation : Francesca Melandri - Résumé : Un meurtre au mobile peu évident démarre l'enquête de nos héros. Pendant ce temps, le tirage erroné d'un billet de loto fait croire à Natalina, Cecchini, Ancheschi et combien d'autres encore, qu'ils ont gagné un million d'Euros. Cet intermède permet aux trois personnages d'entrer en scène dans l'expression digne de la commedia del arte avec l'annulation du tirage. Le jeune homme assassiné serait mort empoisonné au cyanure. L'épouse du directeur se confesse à Don Matteo d'avoir trompé son mari avec ce jeune homme. Elle était d'ailleurs avec lui le soir du meurtre. Matteo découvrant avec son ami Nino deux contenants de cyanure comprend subito presto les tenants et aboutissants de ce qui ressemblait tant à un meurtre. |
| 2  | In amore non è mai troppo tardi (En amour, il n'est jamais trop tard) | Pour l’amour d’un enfant - Réalisation : Leone Pompucci - Scénario : Francesca Melandri - Autres interprètes : Elisabetta Cavallotti (Sara Giuliani)-- Anna Lelio (Anna)--Novello Novelli (Silvio Patti)--\|Massimo Olcesi (Valenti) - Résumé : Le feu brûle les écuries d'un agriculteur en pleine difficulté financière. Trois chevaux meurent. Entre-temps, Cecchini trouve deux chatons et Nerino se lie d'amitié avec un enfant de l'écurie. Une histoire sombre sur laquelle l'esprit éclairé de Don Matteo saura faire la lumière. |
| 3  | Scandalo in città                                                     | Scandale en ville |
| 4  | Sequestro di persona                                                  | 10 000 euros pour un curé - Réalisation : Anna Samueli - Avec : Jacqueline Lustig -Pamela Saino-Giovanni Boncoddo-Gabriella Saitta - Résumé : Un avocat assassiné dans son bain : Meurtre par électrocution. |
| 5  | Il passato ritorna                                                    | Le passé retrouvé |
| 6  | Paura in palcoscenico                                                 | Meurtre en scène - Réalisation : Andrea et Chiara Barzini--Mariella Sellitti - Autres interprètes : Fabrizio Contri-- Elena Russo-- Luigi Saravo-- Giovanni Lombardo Radice-- Caterina Sylos Labini-- Pamela Saino--Elena Safonova (Irina Platt) - Résumé : Jeux de meurtres en coulisses... |
| 7  | Beauty Farm                                                           | Le Crime du lac - Réalisation : Andrea Barzini - Scénario : Andrea et Chiara Barzini et Mariella Salletti - Avec aussi : Nando Paone (Eddy Bruschi)--Gabriella Pession (Barbara)--Jinny Steffan (Corinne Campbell)--Fabio Testi (le Docteur Ruggeri) - Résumé : Caterina, l'épouse du maréchal Cecchini, remporte un séjour gratuit dans un institut de beauté; une station thermale de soin et santé pour gens riches et célèbres, Là-bas, une actrice américaine, en déclin de carrière, Corinna Campbell, est retrouvée noyée dans la piscine du centre de remise en forme. L'enquête s'amorce. |
| 8  | L'incarico                                                            | L'Intermédiaire - Réalisation : Duccio Camerini - Avec aussi : Sergio Graziani-Azzura Antonacci- Duccio Giordano-Caterina Sylos Labini- Nino D'Agata-Pamela Saino - Résumé : Un grand-père poète, menacé de mort. Sa petite-fille, amoureuse d'un ex-prisonnier (Fabrizio). Et nos charmants carabinieri, qui, à partir de la découverte d'un petit canard, entament la sempiternelle course à la traque (entre eux et ce sacré Don Matteo! ). Qui attrapera le premier le ou la coupable? |
| 9  | Bellissima                                                            | Un amour incompris - Réalisation : Anna Samueli - Avec: Luca Ward - Sabrina Colle - Barbara Snellenberg - Anna Safroncik - Tresy Taddei (dans le rôle de Maria Jelick)- - À la dixième minute : Des égratignures sur la main, ses cheveux coupés aux ciseaux de couturière, tels sont les premiers indices retrouvés sur le corps d'une jeune mannequin (Liviana), rencontrée en confession, en début d'épisode par Don Matteo... Assassinée! Sachant de plus que le meurtre a eu lieu vers minuit, que son sac à main, rouge, disparu, lui a fort probablement été volé, ainsi qu'un téléphone portable, tout ceci amène le capitaine Ancheschi et son partenaire-acolyte Cecchini à découvrir une jeune tsigane pour qui seul notre héros, Don Matteo, (toujours aimable) saura créer chez elle le besoin de parler en toute confiance. |
| 10 | Il mistero del convento                                               | L’énigme du monastère - Réalisation de : Leo Pompucci - Scénario : Duccio Camerini - Avec aussi : Roberto Nobile (Père Giuliano)--Adelmo Togliani (Frère Fabio)--Alex Partexano--Marco Luppi--Giorgio Lopez--Antonio Ferrante--Maria Cristina Blu - Résumé : En retraite spirituelle, Don Matteo entend "entre chien et loup" les appels à l'aide du moine Paolo. Celui-ci a découvert le corps inanimé de Monsieur DiCortalo, lui aussi en retraite. Dès le début de l'enquête, il semblerait, tel que l'indiquent nos sympathiques carabinieri, que quelqu'un chercherait à faire croire que la victime se serait défenestrée. De son côté, Monseigneur l'évêque, arrivé depuis peu pour voir les fresques médiévales en rénovation du monastère, propose à Matteo d'enquêter discrètement. Puis le légiste fait remarquer que le corps a été déplacé. La recherche de la vérité et d'un probable meurtrier s'exerce cette fois-ci en lieu clos. Aussi, maintes rencontres se font entre ses deux amis carabinieri et notre cher Don Matteo. |
| 11 | Il testimone                                                          | Un témoin gênant - Réalisation : Massimo Torre - Scénarisation : Andrea & Chiara Barzini--Mariella Seletti--Massimo Torre - Autres interprètes : Pier Luigi Cuomo (Vincenzo Javocone)--Dario De Vito (Dario)--Franco Javarone (Coppola)--Francesco Procopio--Rosaria De Cicco (Giulia Massai)--Alessandro Morabito--Michele Annunziata-- Franco Filogamo - Résumé : Dario a 13 ans. Son père, Monsieur Javocone, est à la fois chômeur et alcoolique. Dario adore le football. Puis, tout d'un coup, il est témoin d'un assassinat. Dario, connaissant l'endroit où est caché l'argent à l'origine du meurtre, son témoignage devient essentiel pour les carabinieri et pour les meurtriers, tous, à la recherche de cet argent. |
| 12 | Natalina innamorata                                                   | La force de l'amour - Autres interprètes : Andy Luotto (Cesar), Claudia Della Seta (la comtesse), Francesca Nunzi (la mariée), Paola Giannetti (Aurelia) - Réalisation : Leone Pompucci - Scénario : Duccio Camerini - Résumé : Natalina, au cœur de jeune fille, depuis trop longtemps, en mal d'amour, est aveuglée par les belles paroles d'un escroc qui ne cherche qu'à s'emparer de la fortune, petite ou grande, de ces femmes qu'il aborde. Don Matteo a beau la prévenir, son cœur demeure sourd, jusqu'à ce que la réalité lui fasse recouvrer la vue et ainsi se retrancher à nouveau dans ce doux sentiment d'heureuse adolescence en attente de son prince... |
| 13 | Tre matrimoni e... un Babbo Natale                                    | Trois mariages et... un Père Noël - Réalisation : Marco Tiberi - Avec aussi : Monica Carmen Comegna, Georgia Lepore, Maria Paiato, Marco Bonetti, Piero Nicossa, Gabriele Bocciarelli. |
| 14 | Il re degli scacchi                                                   | Échec au roi - Réalisation : Andrea Barzini - Scénario : Duccio Camerini - Autres interprètes : Caterina Sylos Labini ()--Maria Grazia Nazzari (Ester Malfatti)--Cecilia Luci (Ludovica)--Franco Ravera ()--Sebastiano Rizzo () - Résumé : Après 34 années d'interruption, le tournoi d'échec avec modèles vivants de Gubbio est de retour sur la "Grande Place". Cette ancienne tradition revenue a l'air de plaire à tous. Pourtant un ennemi mystérieux assaille et blesse en leur tirant dans les jambes les participants les plus âgés du tournoi .Cet inconnu se nomme de lui-même le "Roi des échecs". Nos savoureux carabinieri peinent cette fois-ci à découvrir l'auteur de ces attentats. Don Matteo, à partir d'un livre racontant les exploits échiquiers d' anciens participants agressés, remarque que le « Roi des échecs » suit une partie d'échec déjà jouée naguère et ce, coup par coup. Comme de bien entendu, la solution viendra de ce brillant esprit de détective qui fait de Don Matteo un enquêteur hors pair. |
| 15 | La lettera anonima                                                    | La Lettre anonyme - Réalisation : Leone Pompucci - Scénario : Duccio Camerini - Autres Interprètes : Giacinto Ferro (le professeur Romarli), Carola Stagnaro (l'épouse de Romarli), Caterina Sylos Labini, Pamela Saino, Francesca Perini (Michela Romarli), Gianna Giachetti (la mère du capitaine Ancheschi) - Résumé : La fille de Cecchini, Patrizia, se lie d'amitié avec Michela Romarli... Quand le père de celle-ci, le professeur Romarli, géomètre de Gubbio, tente de se suicider par défenestration. Ceci, après avoir reçu une lettre anonyme lui signalant que son épouse le trompe. Heureusement, sur les entrefaites, le maréchal Cecchini et le brigadier Ghisoni qui enquêtent au sujet d'un pot de vin, le secourent à temps. Cependant, le professeur Romarli sombre dans un état comateux. D'autres habitants de Gubbio ("Eugubini") reçoivent, à leur tour d'autres lettres anonymes relatant toujours des relations extra-conjugales. L'enquête sera élucidée, selon le modus operandi usuel de Don Matteo et cie. Enfin, venue de Rome, la mère du capitaine Ancheschi, lui rend visite. Oh! Mamma mia! |
| 16 | Il volo                                                               | Le vol d'Icare - Réalisation : Andrea Barzini - Scénaristes : Mauro Marsili et Isabella Franconetti - Autres Interprètes : Denis Fasolo (Edoardo Gandolfi)-Francesca Fava (Anna) -- Pamela Saino-- Paolo De Giorgio (Federico Tornabuoni)--Gianni Franco (Lo Monaco) - Résumé : Saboté, le deltaplane tombe du ciel et tue son occupant, Francesco Gandolfi. Les investigations de nos héros carabinieri se portent très tôt vers Federico Tornabuoni, car ce dernier n'a guère supporté que sa tendre Anna l'ait quitté pour ce même Francesco. Quant à Don Matteo, observant des photographies prises du haut du ciel par toujours ce même Francesco, il y observe une malversation écologique pouvant présumer d'un mobile de crime. Dès lors, ses soupçons se dirigent vers un homme d'affaires aux fortes ambitions politiques, monsieur Lo Monaco. |

### Quatrième saison (2004)
| n° | Titre original                                           | Titre français |
| -- | -------------------------------------------------------- | --- |
| 1  | Campagna elettorale (Campagne électorale)                | Protection rapprochée - Autres interprètes : Francesco Carnelutti ()--Eleonora Gaggioli (Claudia Tacconi)--Renzo Stacchi ()--Edoardo Sylos Labini ()--Alberto Rossi () - Réalisateur principal : Andrea Barzini - Scénario et coréalisation : Anna Samueli et Francesco Baletta - Résumé : Daniele Fano, jeune journaliste, se présente aux élections municipales de Gubbio. Il reçoit des lettres de menaces au contenu de racisme antisémite, exigeant qu'il ne se présente plus comme candidat. Natalina et Pippo retrouvent son corps dans une voiture, apparemment accidentée, dans un boisée en bordure de la route. La victime désirait, à l'encontre de plusieurs grands propriétaires, transformer une partie de leurs terres agricoles (selon Cecchini: pour une valeur individuelle de 60 millions d'Euros!) en un parc national. De nombreux suspects apparaissent. Deux autres mobiles, dont l'une trouvée dans les documents de Daniele, sont à considérer dans l'affaire, Anceschi, dans son peu de temps libre, collectionne des reproductions d'écussons des années 1930 et clavarde sous le pseudonyme de Baron Rouge avec Cendrillon, probablement une charmante dame. La séduction virtuelle s'installe entre ces deux complices. Revenant à l'enquête, une candidate, Laura Respighi, remplacera Daniele. Le capitaine est chargé d'assurer sa sécurité. La piste raciste écartée ainsi que celle des propriétaires amène finalement Don Matteo à la solution. - Première diffusion italienne : 8 110 000 téléspectateurs |
| 2  | Delitto in biblioteca (Assassinat à la bibliothèque)     | Mission au Vatican - Autres interprètes : Vanni Materassi (Giacomo)--Eva Deidda Angelica--Andrea Beltramo (Lorenzo)--Andrea Castoldi ()--Robert Jaboni (Damiano Monti)--Susan Ley (Elena Rinaldi)--Paolo Macedonio (le séminariste) - Réalisateur : Giulio Base - Scénaristes : Alessandro Bencivenni & Domenico Saverni - Présentation (de l'intrigue principale) : À la Bibliothèque vaticane, le professeur Leonardo Abiati chute mortellement par-dessus la rambarde du haut de la passerelle, à la suite de la poussée volontaire d'un(e) inconnu(e) masqué(e). Une jeune fille, restauratrice de documents anciens, Angelina, se voit accusée du meurtre. Elle clame son innocence à Don Matteo qui a été mandé par un vieil ami, cardinal à Rome et qu'il a connu en Amazonie, plus précisément à Manaus, au Brésil. Matteo accepte de mener l'enquête (un parchemin et un évangile ont été volés, avant cet assassinat). Matteo sent le besoin pour l'aider de faire venir discrètement ses amis Anceschi et Cecchini qui voulaient justement partir en vacances à l'étranger. Ils devront se contenter de Rome, déguisés en séminaristes par Don Matteo qui leur a par ailleurs choisi des prénoms de convenance: Alvise pour Anceschi et Serafino dans le cas du savoureux Cecchini. - Épisode vu en première diffusion italienne par 7 447 000 téléspectateurs. |
| 3  | Mio padre è stato in carcere                             | Le Récidiviste |
| 4  | Debito per la vita (Dette pour la vie)                   | Sang pour sang - Réalisateur : Giulio Base - Scénariste principal : Carlo Mazzetta - Coscénarisation et assistance à la réalisation : Mauro Marsili - Isabella Franconetti - Carlo Mazzotta |
| 5  | Gara di ballo (Concours de danse)                        | Danse macabre - Réalisateur de la série : Giulio Base - Scénariste et coréalisateur : Massimo Torre - Autres interprètes : Luca Biagini (Ettore De Magistri)--Nini' Salerno ()-- Giulia Bevilacqua (Evelina De Magistri)--Mariella Valentini (Silvana De Magistri-Épouse et mère) -- Caterina Sylos Labini (Caterina) -- Giulano Ghiselli () -- Marco Della Fratte ()--Leonardo Ruta ()--Susan Lay (Elena Rinaldi)--Sonia Scotti (Beatrice Tafaro) - Résumé : Un concours de danse distinguant les catégories Amateur et Professionnel enchante la ville de Gubbio. Chez les amateurs, parmi les candidats nous trouvons le maréchal Cecchini et son épouse, ainsi que Natalina et Pippo. Alors que dans la section professionnelle, le réputé danseur Guazza Loris aura pour partenaire son amie de cœur Evelina Di Magistri, fille du pharmacien, Ettore De Magistri. Ce dernier abhorre Guazza et l'a même menacé de mort. La mairesse de Gubbio, Laura Respighi, quant à elle, espère danser avec le capitaine Anceschi (qui ne sait pas danser et ne le lui a pas révélé). Anceschi charge donc Cecchini de lui montrer les rudiments de la danse sociale. Lors de la compétition, Guazza Lori meurt, foudroyé. L'autopsie indique que sa mort provient (meurtre probable) de l'absorption d'un produit mortel: L'AMAXIDON. Rapidement, l'on soupçonne le pharmacien, en mauvais termes constants avec la victime. D'ailleurs, on a retrouvé ses empreintes sur le flacon utilisé par Guazza Loris, avant sa mort. Interrogé, le pharmacien se tait. Puis, Don Matteo s'intéresse à l'enquête, sur la demande de Silvana, l'épouse de monsieur Di Magistri... - Première diffusion italienne vue par: 7 232 000 téléspectateurs |
| 6  | Morte all'alba (Mort à l'aube)                           | L'Hôpital en folie - Réalisateur principal : Andrea Barzini - Idéateur : Max Gusberti - Scénariste et coréalisateur : Massimo Torre - Autres interprètes : Pamela Saino ()-- Giorgia Bongianni (Ornella Gatto)-- Stefano Abbati (Stefano Logora)-- Francesco De Vito ()-- Mario Opinato (Enzo Boccioni)-- Caterina Sylos Labini (Mme Cecchini)-- Sandra De Falco (Daria Logora)-- Clarizio Di Ciauli (Ernesto Pierri)--Susan Lay (Elena Rinaldi)-- Leonardo Clementi (Corini) - Résumé : Enquête à l'intérieur d'un hôpital. - Première diffusion italienne : 7 131 000 téléspectateurs |
| 7  | Comma 23 (Paragraphe 23)                                 | Le Contrat - Réalisation principale : Andrea Barzini - Scénario et coréalisation : Duccio Camerini - Idéateur : Nino Frassica - Autres interprètes : Sabrina Scuccimarra (Vania Marchesi)--Massimiliano AMATO ()--Michela Millenotti (Giuglia Rebetti)--Ciro Esposito (Ciro Silvestri)-- - En Première Vision Italienne : 6 578 000 téléspectateurs |
| 8  | Il calice avvelenato (Le poison de la haine)             | |
| 9  | La valigia (la valise)                                   | Une Vie de rêve - Réalisateur principal : Andrea Barzini - Scénariste et coréalisation : Mariella Sellitti - Autres interprètes : Francesco Siciliano (Max Cuva)--Pamela Saino ()-- Carlo Mucari (Vito Annosi)-- Ralph Palka (Ross Wilson)-- Taina Zamparo (Sabrina Giacci)- Gloria Coco (Edy Dionisi)-- Lucio Vinciarelli (l'homme de main)-- Peter Csuth (le bandit)-- Caterina Sylos Labini (madame Cecchini) - Résumé : Début février, bientôt la Saint-Valentin. Natalina revient par train de Pompéi et Don Matteo l'accueille à la gare. Là, une jeune fille dans le restaurant parle au téléphone près de sa valise de voyage, identique à celle de Natalina qui justement sans regarder, la dépose tout à côté, en retrait. Son appel terminé, la jeune fille quitte l'endroit emportant par mégarde la valise de Natalina. De son côté, le capitaine Anceschi, timide, aimerait bien inviter pour la Saint-Valentin, la mairesse Laura Respighi. Malencontreusement, le riche australien Ross Wilson dame le pion au capitaine, en invitant celle-ci, avant lui, pour un repas le soir du 14 février. Le maréchal Cecchini, pour sa part pense à offrir un bijou à son épouse... L'on retrouve, assassinée, dans un appartement, la jeune fille de la gare, la mannequin Sabrina Giacci. À partir de la découverte de la valise de Natalina, l'enquête commence. En fin d'épisode, l'enquête résolue, Anceschi offre des fleurs à Laura qui s'amuse de la petite jalousie qu'elle a provoquée envers son ami le capitaine. Cecchini a offert de jolies boucles d'oreilles à son épouse, Caterina, qui ne veut pas que cette folle dépense empêche un voyage prévu à Paris. Don Matteo comme souvent conclut par une citation bienvenue, cette fois pour le Maréchal. - Ce que tu donnes t'appartiens à jamais, ce que tu possèdes est perdu à jamais (CORAN) - - Première diffusion italienne : 7 430 000 téléspectateurs |
| 10 | L'amore rubato (L'amour volé)                            | Amo - Réalisateur de la Saison 4 : Giulio Base - Histoire : Ray Lovelock - Scénaristes et coréalisateurs : Anna Samueli & Francesco Balletta - Autres Interprètes : Giulio Pampiglione (Alessio Damiani, Saverio Nitti)--Angel Turner (Emilia Gardiani)-- Marco Vivio (Thomas Nitti)-- Cesare Barbetti (le père d'Alessio)-- Victoria Larchenko ()--Tullia Alborghetti (la mère d'Emilia)--Ray Lovelock (le Professeur Ridolfi) - Résumé : C'est la Foire à Gubbio. On y fête le bon vin et la nourriture. Alors que nos acolytes, Anceschi et Cecchini, s'amusent à qui sera le moins gros et mangera le moins, une jeune étudiante, Emilia, nouvellement arrivée d'Angleterre, est violée. Les premiers indices pèsent sur le professeur Ridolfi. Peu avant ce drame, elle avait justement confié à Don Matteo sa grande admiration pour le professeur. L'enquête se poursuit et amène Don Matteo à faire réfléchir les véritables responsables. - En première diffusion italienne : 6 850 000 téléspectateurs |
| 11 | I volteggi del cuore (La voltige du cœur)                | Cœur de glace - Réalisateur principal : Giulio Base - Scénario et coréalisation : Stefano Sudrie' - Autres interprètes : Rossella Brescia (Veronica Mari)--Fabrizio Bucci ()--Sergio Meogrossi (Gianni)--Alice Massei (Chiara Saidi) -- Fabio Poggliali (Luc)--Franco Trevisi () - Résumé : Laura Respighi, la jolie mairesse de Gubbio, accueille les Championnats de patinage artistique 2006. Chiara Saidi, excellente patineuse, se blesse lors de l'entraînement. Un soupçon bien-fondé fait intervenir les carabiniers. Quelqu'un a saboté le système de refroidissement de la glace amenant la chute et blessure de la compétitrice à cause de la fragilisation de la patinoire. L'enquête, bien aiguisée, ne patine pas et atteint droit son but. - Première diffusion italienne : 6 794 000 téléspectateurs |
| 12 | Delitto in diretta (Criminalité en direct)               | Meurtre en direct - Réalisation principale : Andrea Barzini - Coréalisation et scénaristes : Mauro Marsili et Isabella Franconetti - Autres interprètes : Pamela Saino ()--Francesco Acquaroli (Alessandra)--Giorgia Porchetti (Alessia)--Igniazio Raso ()--Giorgia Brugnoli (Amanda)--Carmelo Galati ()--Magdalena Grochewska (Sonia Mikovich)--Caterina Sylos Labini () - Première diffusion italienne : 5 738 000 téléspectateurs |
| 13 | Indagine riservata (Détectives Privés)                   | Enquête confidentielle - Réalisation principale : Andrea Barzini - Idée : Max Gusberti - Scénaristes et coréalisateurs : Domenico Saverni et Alessandro Bencivenni - Autres interprètes : Claudio Spadaro (le colonel De Andreis)- Andrea Borelli ()- Carlo Ragone ()- Danilo Valli () - Résumé : Enfin des vacances ! Le capitaine Anceschi se rend chez Celestino, le coiffeur, pour le premier jour d'une semaine de vacances (la première en cinq ans!). Don Matteo s'y trouve déjà et remarque que curieusement l'assistant-coiffeur met précautionneusement quelques cheveux fraîchement coupés du capitaine dans un grand mouchoir replié, qu'il glisse dans la poche de son sarrau. Don Matteo s'interroge, mais doit quitter, suivi de peu du capitaine. Une Alfa-Romeo 156 bleu foncé, garée devant la camionnette d'Anceschi, en bloque la sortie. Ceci l'amène à intervenir en klaxonnant pour en avertir le propriétaire. Personne ne vient. Comme il lui est possible de déplacer l'automobile, il repart pour ses vacances. Les deux individus qui observaient et piégeaient Anceschi, depuis tout ce temps, reprennent l'Alfa et vont renverser mortellement Antonio Simeoni, sortant tout juste de prison. Anceschi de son côté par une heureuse coïncidence peut partager ses vacances avec la mairesse, elle aussi en congé. Sur le lieu du crime, Cecchini présente à Don Matteo le premier indice impliquant le capitaine Anceschi : Un numéro de portable trouvé dans la poche de la victime, rencontrée la veille même par le capitaine. Ce Simeoni était le meurtrier du père d'Anceschi, dix ans auparavant. De plus les empreintes digitales et l'analyse de l'ADN retrouvées dans la voiture bleue abandonnée l'incriminent davantage. Le début de l'enquête devra rester confidentiel selon les ordres du colonel De Andreis, responsable de la brigade. Pendant ce temps le capitaine et Laura apprennent à se tutoyer et converser plus intimement. ¨Impressionnante beauté¨-. Ces deux mots marmonnés devant Laura échappent au capitaine. Le premier baiser ne saurait tarder... L'enquête est démarrée. Le colonel doit suspendre Anceschi, principal suspect apparent. Les journalistes s'emparent de l'affaire. Don Matteo et Cecchini prennent en main la recherche des coupables. Et comme toujours: Tout est bien qui finit bien. - Première télédiffusion italienne : 7 932 000 téléspectateurs |
| 14 | L'estraneo (L'Étranger)                                  | Un étrange tailleur - Réalisation : Giulo Base - Scénario : Mauro Marsili & Isabella Franconetti - Autres interprètes : Giulo Base (Gianni Matteucci)--- Mirca Viola (Elena Matteucci)-- Giada Arena (Assunta)-- Martina Pinto (Lucia Matteucci)-- Pamela Saino (Patrizia)-- Luigi Di Fiore (Toni)-- Caterina Sylos Labini (Caterina Cecchini)-- - Résumé : Nouvel arrivé à Gubbio, l'avocat sous un nom d'emprunt, Gianni Matteucci, et sa famille sont sous "protection de témoins". Ansceschi et Cecchini doivent assurer pour une durée de trois jours leur surveillance. Cependant, l'enlèvement simultané à l'école des petites Lucia Matteucci et la petite Assunta, fille de Cecchini, amène Don Matteo à s'occuper de l'affaire. |
| 15 | Misteri e bugie (Mystères et mensonges)                  | Une affaire de famille - Réalisation principale : Andrea Barzini - Scénario & Réalisation : Francesca Melandri - D'après l'idée de : Luisa Cotta Ramosino & Lea Tafuri - Autres interprètes : Marcus (Coternu) Cotterel (Glauco Spezzani)--Monica Dugo (Annalisa Baggini de Calboli)--Riccardo Rossi(Edoardo Marcello Giovanni Francesco Baggini de Calboli) - Résumé (de l'intrigue principale) : En ce 1er octobre 2004, vers 11 heures vingt, à quelques jours de la date anniversaire du capitaine Anceschi; à Gubbio, Laura Resphighi, la mairesse rend un hommage public au centenaire de la naissance de Adalberto Baggini de Calboli, philanthrope et géographe, né le 7 septembre 1904 et décédé le 9 octobre 1982, le jour même de la naissance du capitaine Anceschi. Donc, contrairement à ce que pensait le maréchal Cecchini, son signe astrologique est Balance et non Scorpion. Edoardo Baggini, son fils, prend la parole, après l'hommage de la mairesse, pendant que retardataire, sa sœur, Ottavia Baggini, se fait tuer d'un seul coup de feu, précis, dans le front, à son domicile. C'est le jardinier Glauco Spezzani qui l'a retrouvée morte, vingt minutes avant d'avoir prévenu la brigade. Son chandail taché de sang le rend suspect aux yeux du maréchal. Une lettre d'après rupture et des menaces faites à la victime, par Glauco convainc le capitaine. On emprisonne le jardinier, qui assure Don Matteo lors d'un entretien de son innocence. Notre prêtre dès lors part à la recherche du véritable assassin. Pour Matteo, il ne s'agit plus d'un crime passionnel mais plutôt d'un crime d'argent effectué par un tueur professionnel, Enzo Verolli, né le 6 juillet 1967 (On s'en fiche de sa date de naissance ! lance Cecchini. Tout le long de l'intrigue, Cecchini prépare en cachette, avec moult prouesses et collaboration de ses collègues, le cadeau d'anniversaire du capitaine. De son côté, le célibat ennuie Natalina. Elle rêve de Paris et de voyage. Don Matteo la console tout en résolvant les tenants et aboutissants de ce mystère et mensonge. - Première diffusion italienne : 6 003 000 téléspectateurs |
| 16 | Dietro il sipario (Derrière le rideau)                   | Le Secret de la Diva - Réalisation principale : Andrea Barzini - Scénarisation et coréalisation : Carlo Mazzotta & Herbert Simone Paragnani - Autres interprètes : Pamela Saino ()--Patrizia De Clara (Olga Simoni)--Giovanna Nodari (Rosalba)--Fabio Vitta ()--Caterina Sylos Labini ()--Katia Ricciarelli (Giulia Baldeschi) - Première diffusion italienne: 6 549 000 téléspectateurs |
| 17 | Merce preziosa                                           | L'amour n'a pas de prix - Réalisation principale : Andrea Barzini - Scénario : Francesca Melandri - Idéateur : Max Gusberti - Autres interprètes : Alexandar Cujetkovic (Emir)--Massimiliano Iacolucci (Mario Marabini)--Beatriz Luzzi (Gemma Marabini)--Edoardo Minciotti ()--Stefano Venturi (Sergio Arnaldi)--Lidia Vitale (Lucia Arnaldi) - « Nous venons de la même planète, la planète des enfants sans parents » (sic:Camilla) - Première vision italienne : 7 698 000 téléspectateurs |
| 18 | Il dono                                                  | Péché de gourmandise |
| 19 | Il sospetto                                              | Meurtres à répétition |
| 20 | La legge del caso                                        | Les Liens du sang |
| 21 | Cuori solitari (Cœurs solitaires)                        | Amours contrariés - Réalisation principale : Giulio Base - Coréalisation et scénarisation : Mauro Marsili et Isabella Franconetti - Autres interprètes: Simona Borioni (Gloria Olmi)--Patrizia Pellegrino (Giovanna Rinaldi ()--Fabrizio Rogano (Galanti)--Massimo Giuliano (Antonini)--GEGIA (Rossano) - Résumé : Pippo veut trouver son âme-sœur et fait appel à l'agence -Les cœurs solitaires- d'un monsieur Galanti. Simultanément, un voleur professionnel nommé -la primevère rouge- sévit à Gubbio et une femme de ménage, Rossana, séparée de son mari, découvre celui-ci, non seulement mort, mais aussi, assassiné! La fin de l'épisode offre à Don Matteo à nouveau l'occasion d'exprimer une citation habituelle :-Le paradis, est le seul endroit (où), si tu te mets à pleurer, tout le monde se met à rire parce qu'ils pensent que tu plaisantes.- - Première diffusion italienne : 8 078 000 téléspectateurs |
| 22 | Vacche grasse, vacche magre (Vache grasse, vache maigre) | Pour l'amour d'un enfant - Réalisation : Giulio Base - Scénario : Francesca Melandri - Autres interprètes : Gilberto Ideonna (Belli)--Marco Leonardi (Saverio Donini)--Federico Scribani () - Résumé : Une épidémie de brucellose frappe Gubbio. Un décès et plusieurs hospitalisations, dont celle de Laura Respighi, mairesse de Gubbio, font craindre le pire. La gentille petite fille d'un père veuf se lie d'amitié avec Camilla. En plus d'un vol de vaches Don Matteo et la police locale doivent découvrir incessamment l'origine de l'épidémie. (Citant Sainte-Catherine de Sienne) « Le pardon est l'essence même de Dieu », il ajoute : « Demande pardon, il te sera accordé ». - Première diffusion italienne : 7 324 000 téléspectateurs |
| 23 | Il delitto del biberon (Le crime du biberon)             | Un bébé au presbytère - Réalisateur de la saison : Giulo Base - Scénariste et coréalisatrice : Anna Samueli - Autres interprètes : Giuditta Saltarini (Carla)--Graziano Piazza (Amadeo Mirti)--Corrado Solari ()--Marina Pennafina (Ombretta)--Brigitta Boccoli (Elena Mirti)--Livia Lupatelli ()-- et en première apparition à l'écran: Valerio Base - Résumé : À l'église, dès la fin de sa confession à Don Matteo, une jeune femme y abandonne son bébé. À la caserne des brigadiers, à la suite de la signalisation par le professeur Amadeo Mirti, de la disparition de l'épouse de celui-ci, le capitaine Anceschi déclenche une recherche. Au presbytère, Don Matteo raconte sa mésaventure à Pippo, Camilla et Natalina, à laquelle il confie le nourrisson, lequel, bien entendu, a besoin d'un changement de couche... Anceschi retrouve l'épouse du professeur... Les deux enquêtes suivent leurs cours. - Première diffusion italienne : 7 871 000 téléspectateurs |
| 24 | Tre spari nel buio (Trois coups de feu dans l'obscurité) | Trois coups de feu dans la nuit - Réalisateur principal : Giulio Base - Scénariste : Duccio Camerini - Autres interprètes : Duccio Camerini-- Laura Chiatti-- Simone Colombari-- Sebastiano Lo Monaco : inspecteur-chef -- Daniele Natali-- Franco Pistoni-- Angiolina Quinterno-- Giulia Revel - Résumé : Missionnaire en Afrique, depuis vingt ans, Sœur Amelia revient à Gubbio. Amie de Don Matteo, la religieuse possède un document d'un propriétaire qui a vendu un terrain. Trois coups de feu sont tirés dans la nuit. Blessée grièvement, elle survit et reprend des forces à l'hôpital. L'arrivée d'un très célèbre violoniste crée la disharmonie entre Laura et son grand ami, le jaloux capitaine Anceschi... - Première diffusion italienne : 7 359 000 téléspectateurs |

### Cinquième saison (2006)
| n° | Titre original            | Titre français              |
| -- | ------------------------- | --------------------------- |
| 1  | I conti col passato       | Meurtre à la lettre         |
| 2  | Tarocchi di sangue        | Disparition en chaîne       |
| 3  | Al chiaro di luna         | Un héritage empoisonné      |
| 4  | Falso d'autore            | Dernier Opus                |
| 5  | Ultimo enigma             | Énigme mortelle             |
| 6  | Turista inglese           | Porté disparu               |
| 7  | Legittima difesa          | Un cas de légitime défense  |
| 8  | La forza del sorriso      | Un sourire pour la vie      |
| 9  | Ultima preda              | La chasse est ouverte       |
| 10 | Una domenica tranquilla   | Repos dominical             |
| 11 | Errore umano              | Erreur de jugement          |
| 12 | Il sogno spezzato         | Avis de tempête             |
| 13 | Il ballo delle debuttanti | Le Bal des débutantes       |
| 14 | Acque avvelenate          | Une vie empoisonnée         |
| 15 | Caduta dal cielo          | L'Enfant abandonné          |
| 16 | Sogni e bisogni           | Amours et Préjugés          |
| 17 | Vuoto di memoria          | Trou de mémoire             |
| 18 | Panni sporchi             | Meurtre à la teinturerie    |
| 19 | Arabesque                 | Double Jeu                  |
| 20 | Cavallo vincente          | Meurtre au galop            |
| 21 | Giudizio universale       | Un mort au Vatican          |
| 22 | Le elezioni del cuore     | Affinités électives         |
| 23 | La posta in gioco         | Comme une lettre à la poste |
| 24 | Falsa partenza            | Faux Départ                 |

### Sixième saison (2008)
| n° | Titre original                           | Titre français |
| -- | ---------------------------------------- | -------------- |
| 1  | Bentornato don Matteo                    |                |
| 2  | Profumo di caffè                         |                |
| 3  | Cioccolata                               |                |
| 4  | La stanza di un angelo                   |                |
| 5  | La minicubista                           |                |
| 6  | Morte di un cantastorie                  |                |
| 7  | Il ritmo dei pedali                      |                |
| 8  | Il caso del cane scomparso a mezzogiorno |                |
| 9  | Un tocco di fard                         |                |
| 10 | Trattamento di benessere                 |                |
| 11 | Uno spirito inquieto                     |                |
| 12 | I segreti degli altri                    |                |
| 13 | Francesca e il lupo                      |                |
| 14 | La giostra dei desideri                  |                |
| 15 | Io ti salverò                            |                |
| 16 | Un San Valentino per Natalina            |                |
| 17 | Un sogno rubato                          |                |
| 18 | Incontri ravvicinati                     |                |
| 19 | Il fratello di Natalina                  |                |
| 20 | Crisi sentimentale                       |                |
| 21 | Una buona annata                         |                |
| 22 | Il tesoro di Orfeo                       |                |
| 23 | Bravi ragazzi                            |                |
| 24 | Una dura prova per don Matteo            |                |

### Septième saison (2009)
| n° | Titre original                | Titre français |
| -- | ----------------------------- | -------------- |
| 1  | L'ultimo salto                |                |
| 2  | Il mestiere di crescere       |                |
| 3  | Orma d'orso                   |                |
| 4  | La ragazza senza nome         |                |
| 5  | Non è uno scherzo             |                |
| 6  | Numeri primi                  |                |
| 7  | Dietro le mura del convento   |                |
| 8  | Caro papà                     |                |
| 9  | Una questione d'onore         |                |
| 10 | Mai dire trenta               |                |
| 11 | L'anello                      |                |
| 12 | Chi ha ucciso Toro Seduto?    |                |
| 13 | Mete ambiziose                |                |
| 14 | L'anniversario                |                |
| 15 | Balla con me                  |                |
| 16 | Corsa contro il tempo         |                |
| 17 | La cattiva strada             |                |
| 18 | Amabile chiacchierata         |                |
| 19 | Perfetta                      |                |
| 20 | Tango                         |                |
| 21 | Perchè non lo diciamo a papà? |                |
| 22 | Sai chi viene a cena?         |                |
| 23 | Una margherita per Natalina   |                |
| 24 | Ad ogni costo                 |                |

### Huitième saison (2011)
| n° | Titre original               | Titre français |
| -- | ---------------------------- | -------------- |
| 1  | Era mia figlia               |                |
| 2  | Rave party                   |                |
| 3  | Prova d'amore                |                |
| 4  | L'uomo che sapeva volare     |                |
| 5  | Il ritorno                   |                |
| 6  | Tre nipoti e una tata        |                |
| 7  | Severino innamorato          |                |
| 8  | Un'altra vita                |                |
| 9  | Sposami                      |                |
| 10 | Tiro mancino                 |                |
| 11 | Il suocero ha sempre ragione |                |
| 12 | I segreti di Gubbio          |                |
| 13 | Scelta di vita               |                |
| 14 | Generazione Y                |                |
| 15 | Il giorno più bello          |                |
| 16 | La bambina del miracolo      |                |
| 17 | Vecchie amiche               |                |
| 18 | Il bambino conteso           |                |
| 19 | L'ombra del sospetto         |                |
| 20 | Indagine su una figlia       |                |
| 21 | L'amore non basta            |                |
| 22 | Tradimenti                   |                |
| 23 | Tutto è perduto              |                |
| 24 | Don Matteo sotto accusa      |                |

### Neuvième saison (2014)
Le tournage de cette saison a débuté le 13 mai 2013.
| n° | Titre original                   | Titre français |
| -- | -------------------------------- | -------------- |
| 1  | Un nuovo inizio                  |                |
| 2  | La seconda moglie                |                |
| 3  | Testimone d'accusa               |                |
| 4  | Prova d'amore                    |                |
| 5  | Il record della vita             |                |
| 6  | Fuori dal mondo                  |                |
| 7  | Il coraggio di una figlia        |                |
| 8  | Una vita sul filo                |                |
| 9  | L'ultimo colpo                   |                |
| 10 | Cyberbulli                       |                |
| 11 | Vicini e incredibilmente lontani |                |
| 12 | Scommessa perdente               |                |
| 13 | Il prezzo dell'amore             |                |
| 14 | La straniera                     |                |
| 15 | Questione di priorità            |                |
| 16 | La scelta                        |                |
| 17 | Sotto accusa                     |                |
| 18 | La veggente                      |                |
| 19 | Il bambino conteso               |                |
| 20 | Mio figlio                       |                |
| 21 | Affari di famiglia               |                |
| 22 | Niente da perdere                |                |
| 23 | Una favola vera                  |                |
| 24 | Il ritorno di Alma               |                |
| 25 | Vecchi ricordi                   |                |
| 26 | Addio Natalina!                  |                |

### Dixième saison (2016)
| nº | Titre original            | Titre français |
| -- | ------------------------- | -------------- |
| 1  | La colpa                  |                |
| 2  | Colpi proibiti            |                |
| 3  | Senza via d'uscita        |                |
| 4  | Distanza di sicurezza     |                |
| 5  | Pensavo fosse amore       |                |
| 6  | Fuori dal gioco           |                |
| 7  | Non è colpa delle stelle  |                |
| 8  | Medical Market            |                |
| 9  | L'amore a chilometro zero |                |
| 10 | L'uomo dei carrelli       |                |
| 11 | E tu quanto vali?         |                |
| 12 | Liberi dal male           |                |
| 13 | Piccole stelle            |                |
| 14 | CAM-MOM                   |                |
| 15 | La promessa               |                |
| 16 | La vita è un film         |                |
| 17 | L'amico ritrovato         |                |
| 18 | Le due madri              |                |
| 19 | La diva                   |                |
| 20 | L'inganno                 |                |
| 21 | L'ultimo ricordo          |                |
| 22 | Resurrezione              |                |
| 23 | Il contagio               |                |
| 24 | Ultimo giro di giostra    |                |
| 25 | La fuga                   |                |
| 26 | Nei secoli fedele         |                |

### Onzième saison (2018)
| nº | Titre original          | Titre français |
| -- | ----------------------- | -------------- |
| 1  | L'errore più bello      |                |
| 2  | Scene da un matrimonio  |                |
| 3  | Salvazione              |                |
| 4  | Per il loro bene        |                |
| 5  | La vera ricchezza       |                |
| 6  | Il prezzo del talento   |                |
| 7  | L'amore sbagliato       |                |
| 8  | Avrò cura di te         |                |
| 9  | La mia giustizia        |                |
| 10 | La notte dell'anima     |                |
| 11 | Ancora bambina          |                |
| 12 | Scegli me!              |                |
| 13 | Pena d'amore            |                |
| 14 | Una famiglia normale    |                |
| 15 | Una questione personale |                |
| 16 | Una di quelle           |                |
| 17 | Genitori e figli        |                |
| 18 | Don Matteo sotto tiro   |                |
| 19 | Dimmi chi sei           |                |
| 20 | Sola andata             |                |
| 21 | La crepa                |                |
| 22 | Premonizioni            |                |
| 23 | Tutta la vita           |                |
| 24 | Il potere del perdono   |                |
| 25 | Il bambino di Natale    |                |

### Douzième saison (2020)
| N° | Titre original                        | Titre en français                           |
| -- | ------------------------------------- | ------------------------------------------- |
| 1  | Non avrai altro Dio all'infuori di me | Tu n’auras d’autres dieux que moi           |
| 2  | Non nominare il nome di Dio invano    | Tu n’évoquerais pas le nom de Dieu en vain  |
| 3  | Ricordati di santificare le feste     | Souviens-toi de sanctifier le jour de repos |
| 4  | Onora il padre e la madre             | Honore ton père et ta mère                  |
| 5  | Non uccidere                          | Ne pas tuer                                 |
| 6  | Non commettere adulterio              | Ne pas commettre d’adultère                 |
| 7  | Non rubare                            | Ne pas voler                                |
| 8  | Non dire falsa testimonianza          | Ne pas faire de faux témoignages            |
| 9  | Non desiderare la donna d'altri       | Ne pas désirer la femme des autres          |
| 10 | Non desiderare la roba d'altri        | Ne pas désirer les affaires des autres      |

### Treizième saison (2022)
| N° | Titre original                                                 | Titre en français                                                               |
| -- | -------------------------------------------------------------- | ------------------------------------------------------------------------------- |
| 1  | Il giorno perfetto                                             | La journée parfaite                                                             |
| 2  | Amore e rabbia                                                 | Amour et colère                                                                 |
| 3  | Il sacrificio della regina                                     | Le sacrifice de la reine                                                        |
| 4  | Così lontani, cosi vicini                                      | Si loin, si proche                                                              |
| 5  | L’amico ritrovato                                              | L’ami retrouvé                                                                  |
| 6  | L'innocente                                                    | L'innocent                                                                      |
| 7  | Le colpe degli altri                                           | Les Fautes des autres                                                           |
| 8  | Ma è l’amore che fa la famiglia o la famiglia che fa l’amore ? | Mais est-ce l’amour qui fait la famille ou est-ce la famille qui fait l’amour ? |
| 9  | Il coraggio di credere                                         | Le courage de croire                                                            |
| 10 | Dimanticando Matteo                                            | Oubliant Matteo                                                                 |

### Quatorzième saison (2024)
| nº | Titre                  | Diffusion        |
| -- | ---------------------- | ---------------- |
| 1  | La Samaritana          | 17 ottobre 2024  |
| 2  | Il ladro di ricordi    | 24 ottobre 2024  |
| 3  | Giustizia sarà fatta   | 31 ottobre 2024  |
| 4  | La luce del mondo      | 7 novembre 2024  |
| 5  | La strada giusta       | 21 novembre 2024 |
| 6  | L'ultima consegna      | 28 novembre 2024 |
| 7  | L'erede                | 5 dicembre 2024  |
| 8  | Il dono                | 12 dicembre 2024 |
| 9  | Indagine su una figlia | 17 dicembre 2024 |
| 10 | Resurrezione           | 19 dicembre 2024 |